# Кретов, Александр Фёдорович
Алекса́ндр Фёдорович Кре́тов (1918—1942) — политрук Рабоче-крестьянской Красной армии, участник Великой Отечественной войны, мастер танкового боя, Герой Советского Союза (1942).

## Биография
Родился в 1918 году в селе Соколье (ныне — Тимский район Курской области). После окончания в 1934 году неполной средней школы поступил в Тимский педагогический техникум. После выпуска в 1937 году был направлен на Дальний Восток, работал учителем в селе Нижняя Тамбовка Комсомольского района Хабаровского края.
В 1939 году был призван на службу в РККА районным военкоматом Комсомольска-на-Амуре. Службу начал в 43-й легкотанковой бригаде, откуда поступил в Харьковское военно-политическое училище, которое закончил в августе 1941 года. 20 сентября 1941 года политрук Кретов был назначен военным комиссаром роты тяжёлых танков 14-го танкового полка 14-й танковой бригады, формируемой учебным автобронетанковым центром Харьковского военного округа. 26 сентября 1941 года 14-я танковая бригада убыла на Юго-Западный фронт, 28 сентября подчинена 38-й армии 2 ноября переподчинена 40-й армии.
Политрук Кретов отличился в ноябре в бою в районе хутора Станичный, где уничтожил два ПТО и больше взвода мотопехоты противника. Получив задание возглавить группу пехотинцев и создать видимость окружения хутора Станичный, выполнил поставленную задачу, при этом лично уничтожил трёх автоматчиков противника. Участвуя в бою под Тарановкой, расстреливая в упор врагов уничтожил до роты мотопехоты. В декабре, после перевода бригады на новые штаты, политрук Кретов был назначен военным комиссаром танковой роты 2-го танкового батальона.
Повторно отличился в январе 1942 года во время боёв в Курской области:
В бою 1 января дерзкими действиями — одним танком выбил противника из хутора Гнилинские дворы. Отрезав путь отхода колонне, врезался в неё своим танком и уничтожил до взвода пехоты, 2 ПТО, 1 полковое орудие и 15 автомашин с боеприпасами и военным имуществом, захватил 1 пленного. В бою был легко ранен.
10 января получив задачу рассеять колонну противника движущуюся из Солнечное на Воробьевку, врезался в колонну и уничтожил 15 фашистов, 2 ПТО, разбил до 50 подвод и 10 машин с боеприпасами и военным имуществом.
Участвуя в боях 14 января в районе деревни Выползово 3 танка бригады вступили в бой против 9 средних и 1 тяжёлого вражеских танков. Проявив исключительное мужество, применив хитрость и отвагу уничтожил своим танком 4 средних и 1 тяжёлый танк, расстрелял до роты фашистов, сохранив свой танк.
19 января в районе деревни Машнино Солнцевского района, вместе с командиром роты, на двух средних танках, вступил в неравный бой с укрепившимся противником имеющим большое количество артиллерии и 5 средних танков. Своими действиями Кретов уничтожил до взвода фашистов, подбил 1 немецкий танк, раздавил одно полковое орудие и второе прицепив к танку доставил в часть.
19 января 1942 года погиб в бою. Похоронен в деревне Гридасово Солнцевского района Курской области, 12 июня 1952 года был перезахоронен в братскую могилу в посёлке Солнцево Курской области.
Указом Президиума Верховного Совета СССР «О присвоении звания Героя Советского Союза начальствующему и рядовому составу Красной Армии» от 27 марта 1942 года за «за образцовое выполнение боевых заданий Командования на фронте борьбы с немецкими захватчиками и проявленные при этом отвагу и геройство» политрук Александр Кретов посмертно был удостоен высокого звания Героя Советского Союза.

## Воинские звания
- младший политрук (23.08.1941);
- политрук (20.09.1941)[3]

## Награды
- Герой Советского Союза (27 марта 1942, медаль «Золотая Звезда»)[6];
- орден Ленина (27 марта 1942)[6];
- орден Красной Звезды (29 декабря 1941)[4].

## Память
- 27 марта 2015 года школе с. Нижнетамбовское Комсомольского района присвоено имя Героя Советского Союза Кретова Александра Фёдоровича[10][11].
- 28 декабря 2020 года в пгт Солнцево Курской области был введён в эксплуатацию физкультурно-оздоровительный комплекс «Луч» имени Героя Советского Союза Кретова А. Ф.[12]